# St. Leonhard (Lauf an der Pegnitz)

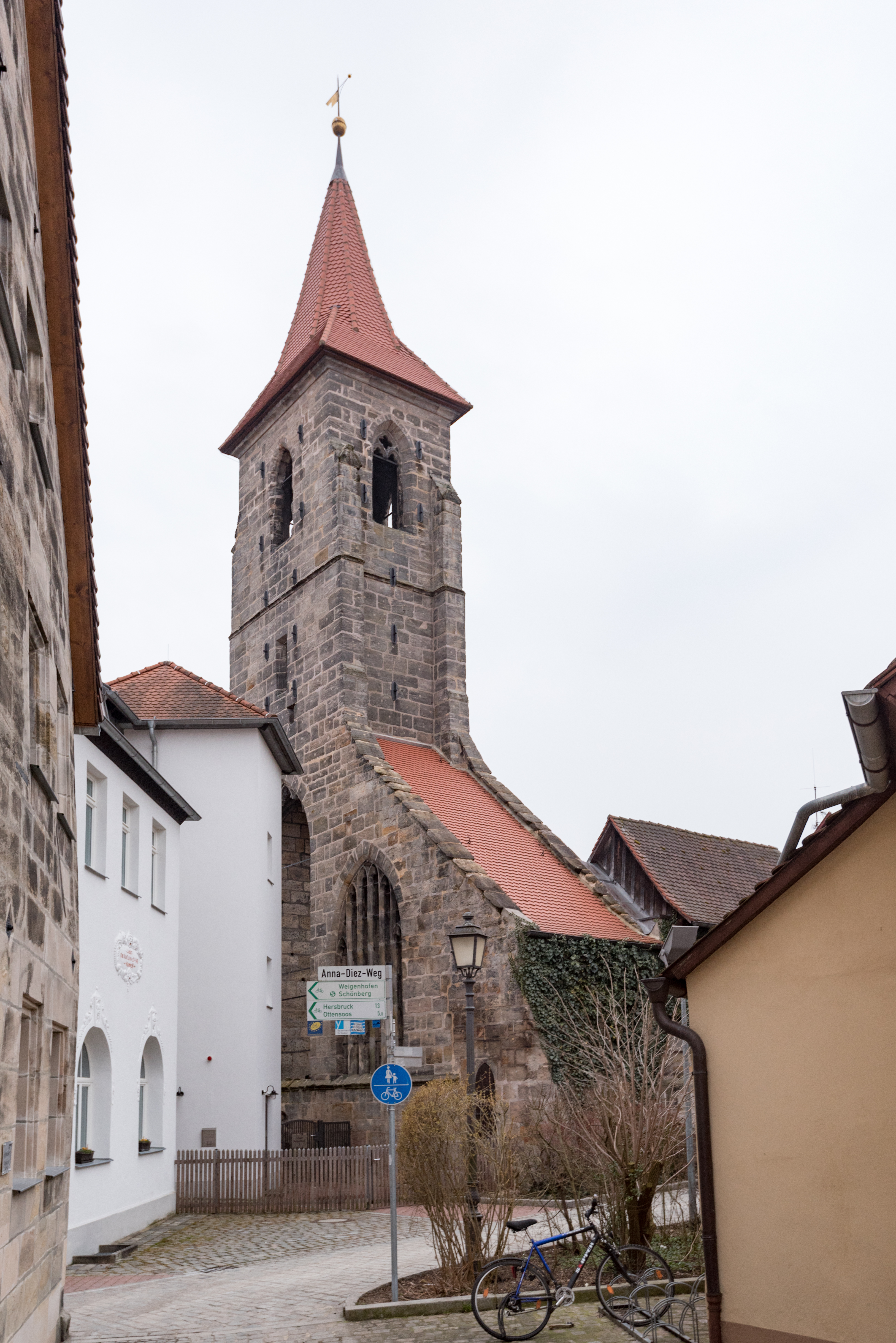
St. Leonhard (Lauf an der Pegnitz)

Die Ruine der ehemaligen Spitalkirche St. Leonhard steht in Lauf an der Pegnitz, der Kreisstadt im Landkreis Nürnberger Land (Mittelfranken, Bayern). Das Bauwerk ist unter der Denkmalnummer D-5-74-138-362 als Baudenkmal in der Bayerischen Denkmalliste eingetragen.

## Beschreibung
Die Spitalkirche aus Quadermauerwerk wurde in den Jahren von 1374 bis 1382 zusammen mit dem Spital erbaut. Nach ihren Zerstörungen 1553 wurde nur das Spital wieder aufgebaut. Von der Kirche sind Reste der Mauern des Langhauses und der querrechteckige Chorturm, der mit einem achtseitigen Knickhelm bedeckt ist, erhalten.